# Асоціація кінокритиків Чикаго
Асоціація кінокритиків Чикаго (англ. The Chicago Film Critics Association, CFCA) — американська некомерційна організація кінокритиків, чиїм професійним інтересом є огляд поточного кінопроцесу і написання рецензій. Базується в Чикаго, штат Іллінойс, США.
Була заснована у 1990 році кінокритиком Сью Кінером, наступного року після успішного здійснення задуму створення Премії Chicago Film Critics Association Awards. Першою стрічкою, що отримала премію у 1989 році, став фільм «Міссісіпі у вогні» режисера Алана Паркера.
Керівним органом асоціації є Рада директорів, пріоритетною метою спільноти декларуються професійні, благодійні та освітні завдання. Асоціація бере участь в проведенні дискусійних громадських клубів, що пропагують поточний кінопроцес в освітніх установах міста. З 2013 року Асоціація також проводить щорічний Кінофестиваль кінокритиків Чикаго.

## Основні категорії нагород CFCA
| Категорія                             | Оригінальна назва          |
| ------------------------------------- | -------------------------- |
| Найкращий фільм                       | Best Film                  |
| Найкращий фільм іноземною мовою       | Best Foreign Language Film |
| Найкращий документальний фільм        | Best Documentary           |
| Найкращий режисер                     | Best Director              |
| Найкращий оригінальний сценарій       | Best Screenplay: Original  |
| Найкращий адаптований сценарій        | Best Screenplay: Adapted   |
| Найкраща операторська робота          | Best Cinematography        |
| Найкращий художник                    | Best Art Direction         |
| Найкраща музика до кінофільму         | Best Original Score        |
| Найкращий анімаційний фільм           | Best Animated Film         |
| Найкращий актор                       | Best Actor                 |
| Найкраща акторка                      | Best Actress               |
| Найкращий актор другого плану         | Best Supporting Actor      |
| Найкраща акторка другого плану        | Best Supporting Actress    |
| Найперспективніший режисер            | Most Promising Filmmaker   |
| Найперспективніший актор (1988–2000)  | Most Promising Actor       |
| Найперспективніша акторка (1988–2000) | Most Promising Actress     |